# Сербянська волость
Сербянська волость — історична адміністративно-територіальна одиниця Могилівського повіту Подільської губернії з центром у селі Серби.
Станом на 1885 рік складалася з 11 поселень, 11 сільських громад. Населення — 11853 особи (5899 чоловічої статі та 5954 — жіночої), 1894 дворових господарств.
|                     | Площа, десятин | У тому числі орної, дес. |
| ------------------- | -------------- | ------------------------ |
| Сільських громад    | 9833           | 8645                     |
| Приватної власності | 9621           | 7142                     |
| Іншої власності     | 595            | 404                      |
| Загалом             | 20049          | 16191                    |

Поселення волості:
- Серби — колишнє власницьке село при річці Лозова за 22 верст від повітового міста, 1326 осіб, 226 дворів, православна церква, поштова станція, постоялий будинок, лавка.
- Будне — колишнє власницьке село, 553 особи, 90 дворів, православна церква, постоялий будинок, кузня, водяний млин, винокурний завод.
- Івашківці — колишнє власницьке село, 1128 осіб, 179 дворів, православна церква, постоялий будинок.
- Конатківці — колишнє власницьке село при річці Устриця, 999 осіб, 150 дворів, православна церква, постоялий будинок.
- Лозова — колишнє власницьке село при річці Лозова, 1525 осіб, 377 дворів, 2 православні церкви, 2 постоялих будинки, водяний млин.
- Теклівка — колишнє власницьке село, 526 осіб, 113 дворів, постоялий будинок.
- Шаргородські Біляни — колишнє власницьке село при річці Лозова, 2350 осіб, 430 дворів, православна церква, постоялий будинок, водяний млин.
- Шендерівка — колишнє власницьке село при річці Лозова, 1110 осіб, 168 дворів, православна церква, постоялий будинок, водяний млин.